# 平沼站 (京濱電氣鐵道)
平沼站（日语：／ Hiranuma eki */?），是以前存在的京濱電氣鐵道～東京急行電鐵（大東急，後來分割為東急、京急、京王、小田急各公司）的鐵路站。位於神奈川縣橫濱市西區平沼，現在的京急本線上。

## 構造
設置了兩個對向式月台、2面2線的高架車站。

## 歷史
在1931年（昭和6年）時開設，在1943年（昭和18年）時休止營業。翌年被廢止，1945年（昭和20年）5月29日的橫濱大空襲時受了候毀滅性的侵害。
- 1931年（昭和6年）12月26日 - 京濱電鐵平沼站開業。
- 1942年（昭和17年）5月1日 - 成為東京急行電鐵（大東急）的車站。
- 1943年（昭和18年）6月30日 - 營業休止。
- 1944年（昭和19年）11月10日 - 廢止。
- 1945年（昭和20年）5月29日 - 橫濱大空襲受災。
- 1999年（平成11年）- 撤去屋頂部分。

## 相鄰車站
京濱急行電鐵
■本線
橫濱－平沼－戶部

## 關連項目
- 廢站
- 幽靈車站

35°27′37.5″N 139°37′10.8″E / 35.460417°N 139.619667°E